# 查尔斯·库格林
查尔斯·爱德华·库格林（英語：Charles Edward Coughlin；1891年10月25日—1979年10月27日），俗称库格林神父或广播司铎，是曾在美国底特律附近工作的加拿大裔罗马天主教司铎，也是小花国家朝圣地圣殿的首任司铎，还是最早利用无线电广播接触大众的政治领袖人物之一。20世纪30年代，估计总共有3000万听众收听了他的每周广播。
库格林1891年10月25日出生在加拿大安大略省的汉密尔顿，父母都是信仰天主教的爱尔兰移民，都为工人阶级。1916年他被授予神职，1923年被分配到密歇根州底特律的小花国家圣殿。在此之后，库格林便开始广播布道。当时全球的反天主教情绪日益高涨。随着他的广播愈加政治化后，他也因此越来越受欢迎。
起初，库格林是富兰克林·D·罗斯福及其新政的支持者，后来转向批评罗斯福，指责他对银行家过于友好。1934年，他成立名为“全国社会正义联盟”的政治组织；其纲领要求进行货币改革，将主要的工业和铁路国有化，保护劳工权利。虽然，其会员人数达到数百万人的规模，但其在各地方却并没有很好的组织起来。
库格林神父为攻击犹太银行家而在其电台放送反犹太言论。1930年代末，他支持阿道夫·希特勒、贝尼托·墨索里尼和裕仁天皇等人的法西斯政策。他的广播也因此被描述为“法西斯在美国文化之中的变种”。
他广播的主要议题是政治和经济，而非宗教。他使用的口号为“社会正义”。
1939年，第二次世界大战爆发后，罗斯福政府强制取缔了他的广播节目，并禁止通过邮件分发他的报纸《社会正义》。此后，库格林很大程度从公众视野消失了。直到1966年退休前，一直担任主任司铎，1979年逝世。

## 早年生平与工作
库格林1891年10月25日生于加拿大安大略省汉密尔顿的一个爱尔兰天主教家庭，是父母阿米莉亚（Née Mahoney）和托马斯·考格林的独生子。而他简陋的家位于天主教主教座堂和女修道院之间。他的母亲曾为没有成为修女而遗憾，她是家中的“主导人物”，并向年轻的考格林教授宗教意识。
接受基础教育之后，1911年他进入多伦多的圣米迦勒学院学习，该学院由圣巴西流会（Congregation of St.）管理，毕业后，库格林进入该会。其后在该会神学院预备任圣职。1916年他在多伦多领受圣秩，并被分配到安大略省温莎市的圣母升天大学任教，该大学也是由圣巴西流会管理的。
1923年，库格林所属团体的改组使他离开。当时，罗马教廷要求圣巴西流会改变会众结构，从像圣叙尔皮斯司铎会这样的共同生活社团，改为更类似修会的团体。他们必须接受传统的三誓言，即“贞洁、神贫和服从”。而库格林因不能接受这一点而离开。
离开圣巴西流会后，库格林搬到底特律河对岸的美国，定居密歇根州底特律。1923年，入籍罗马天主教底特律总教区。在多次被调到不同的教区后，1926年，他被分配到新成立的小花朝圣地。

## 广播生涯

### 从事广播
1926年，三K党烧毁了库格林管辖教堂上的十字架。库格林被此事困扰，因他无力偿还教区给予他教堂的贷款。为此他开始在当地电台WJR广播他的周日布道。而对3K党烧毁十字架一事，库格林便在每周一小时广播节目中谴责三K党，并向他的爱尔兰裔天主教听众呼吁抵制。
1929年，WJR被Goodwill Stations收购后，新老板乔治·A·理查兹鼓励库格林，其主播电台应关注政治而非宗教话题。自此之后，电台广播内容越来越激进，常攻击银行与犹太人。1930年，库格林的节目被哥伦比亚广播公司选中，得以在全美播出。1931年，用来广播布道的塔楼建成。

### 广播
1930年1月，库格林对社会主义与苏维埃共产主义展开猛烈抨击；这两者都是天主教会所强烈反对的。他还批评了美国资本家，称因他们的贪婪而使共产主义成为一种具吸引力的选择。他警告说：“不要让劳动者说他是被资本家的无度和贪婪驱使进入社会主义的行列的”。
1931年，哥伦比亚广播公司取消了库格林的节目，因为他拒绝接受哥伦比亚广播公司关于在播出前需审查他的原稿的要求。其后，库格林独立筹资，资助自己的全国性电台网络，很快就通过以WJR为首的36家电台，得以为数百万听众提供广播。
1930年代，库格林的政治观点急剧变化。根据史蒂文·莱维茨基和丹尼尔·齐布拉特的说法，他“公开反对民主制度”，“呼吁废除政党并质疑选举是否有益”。库格林对禁酒主义持批评态度，称禁酒政策是“狂热分子”推行的结果。

## 政治生涯

### 支持罗斯福
在大萧条引发的经济危机愈加恶劣的背景下，库格林在1932年的美国总统选举中强烈支持富兰克林·D·罗斯福，是罗斯福新政的早期支持者。“罗斯福或毁灭”（Roosevelt or Ruin）这句口号因此得来，他的另一句口号是“新政是基督的政策”（The New Deal is Christ's Deal）。
1934年1月，库格林在国会作证，支持罗斯福政策，他说：“若国会拒绝支持总统的货币计划，我预测这个国家终将爆发一场革命。”他还对国会听证会说：“天主正指引着罗斯福总统”（God is directing President Roosevelt）。

### 转向反对
尽管罗斯福总统盛情接待了他们，但罗斯福对库格林关于经济的提议兴趣不大。随后，1934年，库格林开始慢慢转向反对罗斯福新政，他成立了全国社会正义联盟—一个民族主义的工人权利组织。组织领袖对他们认为总统的违宪与“伪资本主义”的货币政策不厌其烦。考格林越来越多地宣扬其政策负面影响，称其牺牲了大众的福利。
他谈到在“自由白银”基础上货币改革的必要性。库格林称；“美国发生的大萧条源自“现金饥荒”，并提出货币改革，如国有化联邦储备系统，以此作为解决方案。库格林还对罗斯福承认苏联感到不满。
根据2021年《美国经济评论》的一项研究，库格林的广播令罗斯福于1936年美国总统选举中所获选票减少。

### 经济意向
库格林敦促罗斯福用白银来增加货币供应量，同时重组金融体系。然而这些和类似的提议并没有被接受。虽说，1934年的《白银购买法》之后，白银的投资在短时间得到了增加，令美国银矿在1934至1943年间通过印花税而被国有化。
全国正义联盟纲领包括工作和收入保障、重要产业国有化、通过对富人征税实现财富再分配、联邦对工人工会的保护，以及限制财产权，支持政府为公共利益而控制国家资产。
库格林蔑视自由市场资本主义，这种态度可以从他的声明中看出：
我们一直坚持这样的原则：如果工业体系存有自由竞争，就不可能有持久的繁荣。因此，政府的职责不仅是要立法规定工业界应遵守的最低年薪和最高工作时间，而且要限制利己主义，必要时，应给工厂颁发许可证，限制其产量。

### 电台广播
1934年，库格林或许是在政治以及金融问题方面上最杰出的天主教背景演说家。每周都有数千万人收听其广播。阿兰·布林克利写道：“1934年，他每天收件一万封”，“他的文员有时超过100人。”他预示着现代谈话广播和电视布道主义。
底特律大学称库格林的听众高峰是在1932年。据估计，在他的巅峰时期，全美有三分之一的人听他的广播。
1933年，《文学文摘》写道：“也许没有人像库格林神父那样能在旧社会与新社会之间划出一条界限”。
1934年，库格林转向反对并开始批评新政时，罗斯福政府对老约瑟夫·P·肯尼迪和弗兰克·墨菲这两个著名的爱尔兰裔天主教徒试图去淡化库格林的影响。 库格林时常在肯尼迪的陪同下定期拜访罗斯福总统。
库格林越来越反对罗斯福，他谴责总统是华尔街的傀儡。并直到1935年休伊朗被刺杀前，一直支持民粹主义者休伊·朗任路易斯安那州长。随后，他在1936年支持威廉·莱姆克的联盟党。
库格林越来越激烈地反对新政。他在他的广播电台节目之中大幅攻击罗斯福与资本家，称为犹太阴谋家。另一位全美知名牧师约翰·A·瑞安（John A. Ryan）最初支持库格林，但最终反对他而支持罗斯福。约瑟夫·肯尼迪（Joseph Kennedy）强烈支持新政，并早在1933年就警告说，库格林作为罗斯福的反对者和“彻底的煽动者”。肯尼迪与罗斯福、弗朗西斯·斯佩尔曼主教和红衣主教欧亨尼奥·帕切利（未来的教皇庇护十二世）合作，在1936年成功地使梵蒂冈对库格林的言论保持沉默。 1940-41年，肯尼迪改变观点而攻击库格林的孤立主义。
1935年，库格林称：“我献身于反对现代腐朽的资本主义”的斗争，因为它剥削劳动者，但同时，我也将打击共产主义，“因为它剥夺了我们下一个世界的幸福”。他指责罗斯福“在西班牙问题上倾向于国际社会主义”。库格林的全国正义联盟在派外主义者和美联储的反对者中获得支持，尤其是在中西部。
库格林的竞选口号之一是：“少关心点国际主义，多关心点国家繁荣”。 这对于1930年代美国的孤立主义者颇有吸引力，特别吸引了爱尔兰裔天主教徒。
1930年代初至中期为库格林电台高峰期。他的广播节目非常受欢迎。他的办公室每周收到多达80,000封听众来信。作家谢尔顿·马库斯（Sheldon Marcus）说：“考夫林的广播听众人数无法确定，但估计每周可达3000万人。”他在他的广播之中表达孤立主义与阴谋主义的观点，引起许多听众的共鸣。

### 反犹太主义
美国犹太裔电视导演诺曼·李尔在他的自传中讲述了他在9岁时发现库格林神父的广播节目时，令他深感不安，并使他意识到美国社会中存在令人震惊和普遍的反犹太主义。1936年美国大选后，库格林公开表示同情希特勒和墨索里尼的法西斯政权，认为他们是对抗“共产主义”的解药。 库格林认为犹太银行家是俄国革命的幕后推手，他也支持犹太布尔什维克主义阴谋论。库格林通过他的无线电广播电台以及《社会正义》来宣传他那在社会上有大的争议的信仰。
1939年2月，当美国纳粹党组织德裔美国人联合会在纽约市举行大型集会时， 库格林立即与该组织划清界限，并在每周广播中说：“将我们与任何从事煽动种族仇恨或宣传种族仇恨的组织联系在一起，不会有任何好处。以此来立足的组织是不道德的，他们的政策也只是消极的。”
1938年11月20日，即水晶之夜两周后，库格林在提到在俄罗斯被共产党杀害的数百万基督徒时说：“犹太人的迫害只是在基督徒首先受到迫害之后才发生的。” 这次演讲之后，一些电台，包括纽约市和芝加哥的电台，拒绝放送他的演讲，因为他的演讲稿事先要经过审查和批准。
不久，他原先的节目被WINS和WMCA取消，拒绝放送他的演讲。新泽西州，库格林的节目只能在纽瓦克的WHBI播出。 
1938年12月18日，数千名库格林神父的追随者在纽约市WMCA电台的演播室前举行抗议活动，抗议该电台拒绝播放库格林演说的广播。一些抗议者大喊反犹太主义言论，如“用漏水的船把犹太人送回他们来的地方！（Send Jews back where they came from in leaky boats!）”和“等到希特勒过来的时候！（Wait until Hitler comes over here!）”抗议活动持续了几个月。库格林在这一时期得到了纳粹德国政府的间接资助。
1936年后，库格林开始支持名为“基督阵线”的极右组织，该组织随后回应称库格林的支持鼓励了他们。1940年1月，“基督阵线”纽约分部因阴谋推翻政府而遭到联邦调查局的搜查。库格林从来没有加入过该组织。

## 被取缔

### 广播被禁止
虽然天主教会不赞成库格林所作所为，但实际上只有库格林的上司，底特律的迈克尔·加拉格尔主教拥有遏制他的教权，然而，加拉格尔却支持库格林。
由于加拉格尔拥有管辖当地教会的自主权，以及库格林问题可能会导致教会分裂，罗马并没有针对其采取任何行动。
1938年，芝加哥总主教，乔治·曼德林枢机正式谴责库格林，称：“［库格林］无权代表天主教会发言，他也不代表教会的教义或感想。”
库格林越来越多地抨击罗斯福总统的政策。最终，美国政府决定，尽管美国宪法第一修正案保护言论自由，但它不一定适用于广播，因为无线电频率是属“国家资源”，因此，无线电频率因被作为公有领域管理。不多久，政府施加了新的规定和限制，具体目的是迫使库格林停播广播。并且要求经营的正规的无线电广播公司理应申请经营执照（许可证）。
当库格林的广播执照申请被拒绝后，他的广播被暂停。库格林曾试图通过购买广播时间，通过转录放送他的演讲，来绕过限制。 然而，由于必须在各个电台购买每周的广播时间，他的影响力因此严重下降，他的财政也陷入窘境之中。与此同时，加拉格尔主教也去世了，取而代之的是比加拉格尔主教—一位更不同情库格林的教士，爱德华·阿洛伊斯·穆尼。 
1939年，宣传分析研究所在他们的《宣传的艺术》一书中使用库格林的广播谈话论述宣传方法，该书旨在说明宣传对民主的影响。
1939年9月，第二次世界大战爆发后，库格林反对废除以中立为目的的《武器禁运法》，政府为此加大对其的措施以迫使他停播。  据马库斯说，1939年10月，即德国闪击波兰一个月后，“全国广播公司协会（NAB）的守则委员会通过新规定，对出售广播时间给“有争议的人”进行了严格的限制。 广播电台如果不遵守规定，将会被吊销执照。这项裁决显然是针对库格林的，因为他反对美国在未来介入第二次世界大战之中。

### 《社会正义》被禁止
库格林称，虽说政府已经承担了监管无线电通讯的责任，但美国宪法第一修正案仍保障书面新闻自由。他仍然可以在他自己的报纸《社会正义》上刊登他的社论而不受政府审查。
日本偷袭珍珠港后以及1941年12月美国对日本宣战后，反干涉主义组织遭到沉重打击。像库格林这样的孤立主义者获得了“同情敌人”的声誉。罗斯福政府再次插手。1942年4月14日，美国司法部长弗朗西斯·比德尔（Francis Biddle）写信给邮政局长弗兰克·沃克（Frank Walker），建议取消《社会正义》报纸邮寄特权，以使库格林无法将报纸邮寄至其读者手中。
1940年5月，库格林被迫终止其《社会正义》报刊发行，最终淡出公众视野。

## 晚年
库格林在1942年被迫不再担任公职后，一直任主任司铎，直到1966年退休。
1979年，库格林在密歇根州布隆菲希爾去世，享年88岁。教会方面表示，他先前已卧床数周。死后，他被安葬在密歇根州南菲尔德的圣墓公墓中。

### 引用
1. ↑  Kennedy 1999，第232頁.
2. ↑  DiStasi 2001，第163頁.
3. 1 2  Brinkley (1983) [1982], p. 84.
4. 1 2  Brinkley (1983) [1982], pp. 84-85.
5. 1 2  Brinkley (1983) [1982], p. 82.
6. ↑  Shannon 1989，第298頁.
7. 1 2 3  Schneider, John. . Radio World. Vol. 42 no. 22 (Future US). September 1, 2018: 16–18.
8. 1 2 3 4 5  .   [August 9, 2020]. （原始内容存档于January 2, 2021）.
9. ↑  Marcus 1972，第31-32頁.
10. ↑  Brinkley 1982，第95頁.
11. ↑  Levitsky, Steven; Ziblatt, Daniel.  First edition, ebook. Crown Publishing. January 16, 2018: 31. ISBN 9781524762957.
12. ↑  Brinkley (1983) [1982], p. 96.
13. ↑  Rollins & O'Connor 2005，第160頁.
14. ↑  . The Washington Post. January 17, 1934: 1–2.
15. ↑  Carpenter 1998，第173頁.
16. 1 2  Doherty, Thomas. . Slate. January 21, 2021  [January 25, 2021]. （原始内容存档于2022-04-20）.
17. ↑  Wang, Tianyi. . American Economic Review. 2021, 111 (9): 3064–3092  [2022-07-02]. ISSN 0002-8282. doi:10.1257/aer.20200513 . （原始内容存档于2022-04-07） （英语）.
18. ↑  https://www.mysticstamp.com/info/this-day-in-history-june-19-1934/#:~:text=To%20help%20stabilize%20its%20value,stored%20or%20made%20into%20coins 的存檔，存档日期2021年1月2日，..
19. ↑  "Principles of the National Union for Social Justice", quoted in Brinkley 1982，第287–288頁.
20. ↑  Beard & Smith 1936，第54頁.
21. ↑  Brinkley 1982，第119頁.
22. ↑  . Social Security History. Social Securit Administration.   [January 24, 2021]. （原始内容存档于December 14, 2020）.
23. ↑  Brinkley (1983) [1982], pp. 83-84.
24. ↑  Renehan, Edward. . History News Network. June 13, 1938  [August 11, 2019]. （原始内容存档于January 2, 2021）.
25. ↑  Bennett 2007，第136頁.
26. ↑  JoEllen M Vinyard. . University of Michigan Press. 2011: 148  [July 21, 2018]. ISBN 978-0-472-05159-5. （原始内容存档于January 2, 2021）.
27. ↑  Turrini 2002，第7, 8, 19頁.
28. ↑  Turrini 2002，第8, 19頁.
29. ↑  Maier 2003，第103-107頁.
30. ↑  Smith 2002，第122, 171, 379, 502頁.
31. ↑  Kazin 1995，第109, 123頁.
32. ↑  Brinkley 1982，第127頁.
33. ↑  Kazin 1995，第109頁.
34. ↑  Kazin 1995，第112頁.
35. ↑  Brinkley 1982.
36. ↑  Father Coughlin: The Tumultuous Life of the Priest of the Little Flower by Sheldon Marcus, 1973
37. ↑  Marcus, Sheldon. . Boston: Little, Brown. 1973: 4. ISBN 0316545961.
38. ↑  .   [2020年8月9日]. （原始内容存档于2021年1月2日）.
39. ↑  .   [2020年8月9日]. （原始内容存档于2021年1月2日）.
40. ↑  .   [2020年8月9日]. （原始内容存档于2021年1月2日）.
41. ↑  .   [2020年8月9日]. （原始内容存档于2021年1月2日）.
42. ↑  .   [2020年8月9日]. （原始内容存档于2021年1月2日）.
43. ↑  Marcus 1972，第189–90頁.
44. ↑  Marcus 1972，第188–89頁.
45. ↑  Marcus 1972，第181–82頁.
46. ↑  Marcus 1972，第188頁.
47. ↑  Tull 1965，第195, 211–12, 224–25頁.
48. ↑   (PDF). Broadcasting. Vol. 15 no. 11. December 1, 1938: 15  [August 11, 2019]. （原始内容存档 (PDF)于January 2, 2021）.
49. ↑  Warren 1996，第165–169頁.
50. ↑  Warren 1996，第235–244頁.
51. ↑  . The New York Times. 1940年1月22日  [2010年2月18日]. （原始内容存档于2021年1月2日）.
52. 1 2  Boyea 1995.
53. 1 2  Lee, Alfred McClung; Lee, Elizabeth Briant. . Harcourt Brace. 1939  [2019年8月11日]. OCLC 9885192. （原始内容存档于2021年1月2日）.
54. 1 2  Marcus 1972，第175-176頁.
55. 1 2  Marcus 1972，第176頁.
56. 1 2  Marcus 1972，第176-177頁.
57. ↑  Dinnerstein, Leonard. . Oxford University Press. 1995  [2016年2月13日]. ISBN 978-0-19-531354-3. （原始内容存档于2019年12月29日）.
58. ↑  . Pittsburgh Post-Gazette (Pittsburgh, Pennsylvania). 1942年4月15日: 1–2  [2010年1月1日]. （原始内容存档于2022年01年21）.
59. ↑  Stone, Goeffrey R. . International Journal of Constitutional Law. 2004, 2 (2): 334–367. doi:10.1093/icon/2.2.334.
60. ↑  . time.com. 1942年5月18日  [2011年3月13日]. （原始内容存档于2010年10月14日）.
61. ↑  . Washington Post. October 28, 1979  [November 12, 2018]. ISSN 0190-8286. （原始内容存档于2021年1月2日） （美国英语）.
62. ↑  Krebs, Albin. .   [November 12, 2018]. （原始内容存档于2021年1月2日） （英语）.

### 书籍
- Beard, Charles A.; Smith, George H.E. (编). . New York: The Macmillan Company. 1936: 54.
- Bennett, William J. . New York: HarperCollins. 2007.
- Boyea, Earl. . Catholic Historical Review. 1995, 81 (2): 211–225. S2CID 163684965. doi:10.1353/cat.1995.0044.
- Bredemus, Jim. . TRACES. 2011  [March 2, 2011]. （原始内容存档于May 18, 2011）.
- Brinkley, Alan. . New York: Vintage. 1983 [1982]. ISBN 0394716280.
- Carpenter, Ronald H. . Greenwood Publishing Group. 1998: 173.
- Coughlin, Charles. . The New York Times. February 27, 1939.
- Dollinger, Marc. . Princeton University Press. 2000.
- DiStasi, Lawrence. . (Heyday Books). May 1, 2001: 163. ISBN 9781890771409.
- Kazin, Michael. . New York: Basic Books. 1995. ISBN 0-465-03793-3.
- Kennedy, David M. . Oxford University Press. 1999: 232. ISBN 978-0-19-503834-7.
- Lawrence, John Shelton; Jewett, Robert. . Wm B. Eerdmans Publishing. 2002: 132.
- Marcus, Sheldon. . Boston: Little, Brown and Co. 1972. ISBN 0-316-54596-1.
- Maier, Thomas. . Basic Books. 2003: 103–107. ISBN 9780465043170.
- Rollins, Peter C.; O'Connor, John E. . University Press of Kentucky. 2005: 160.
- Sayer, J. . Journal of the Northwest Communication Association. 1987, 15 (1): 17–30.
- Schrag, Peter. . University of California Press. 2010. ISBN 9780520259782.
- Severin, Werner Joseph; Tankard, James W.  5th revised. Longman. 2001 [1997]. ISBN 0-8013-3335-0.
- Shannon, William V. . Univ of Massachusetts Press. 1989: 298 [1963]. ISBN 978-0-87023-689-1. OCLC 19670135. Ku Klux Klan shrine of the little flower.
- Smith, Amanda. . 2002: 122, 171, 379, 502.
- Tull, Charles J. . Syracuse, N.Y.: Syracuse University Press. 1965. ISBN 0-8156-0043-7.
- Turrini, Joseph M.  (PDF). Annotation (National Historical publications and Records Commission). March 2002, 30 (1): 7, 8, 19  [February 2, 2013]. （原始内容存档 (PDF)于2012-09-21）.
- Warren, Donald. . New York: The Free Press. 1996. ISBN 0-684-82403-5.
- Woolner, David B.; Kurial, Richard G. . 2003: 275. ISBN 9781403961686.
- Abzug, Robert E. American Views of the Holocaust, 1933-1945. New York: Palgrave Macmillan, 1999.
- Athans, Mary Christine. "A New Perspective on Father Charles E. Coughlin". Church History 56:2 (June 1987), pp. 224–235.
- Athans, Mary Christine. The Coughlin-Fahey Connection: Father Charles E. Coughlin, Father Denis Fahey, C.S. Sp., and Religious Anti-Semitism in the United States, 1938-1954. New York: Peter Lang Publishing, 1991. ISBN 0-8204-1534-0
- Carpenter, Ronald H. "Father Charles E. Coughlin: Delivery, Style in Discourse, and Opinion Leadership", in American Rhetoric in the New Deal Era, 1932-1945. E. Lansing, MI: Michigan State University Press, 2006, pp. 315–368. ISBN 0-87013-767-0
- General Jewish Council. Father Coughlin: His "Facts" and Arguments. New York: General Jewish Council, 1939.
- Hangen, Tona J. Redeeming the Dial: Radio, Religion and Popular Culture in America. Raleigh, NC: University of North Carolina Press. 2002. ISBN 0-8078-2752-5
- O'Connor, John J. "Review/Television: Father Coughlin, 'The Radio Priest'". The New York Times. December 13, 1988.
- Schlesinger, Arthur M., Jr. The Age of Roosevelt: The Politics of Upheaval, 1935-1936. New York: Houghton Mifflin Company, 2003. (Originally published in 1960.) ISBN 0-618-34087-4
- Sherrill, Robert. "American Demagogues". The New York Times. July 13, 1982.
- Smith, Geoffrey S. To Save A Nation: American Counter-Subversives, the New Deal, and the Coming of World War II. New York: Basic Books, 1973. ISBN 0-465-08625-X
- Spivak, John L. Shrine of the Silver Dollar. New York: Modern Age Books, 1940.